# Order Lwa Białego
Order Lwa Białego (cz. Řád bilého lva) – najwyższe odznaczenie Republiki Czeskiej, kontynuujące tradycję orderu czechosłowackiego o takiej samej nazwie, utworzonego w roku 1922 jako odznaczenie dla zasłużonych cudzoziemców. Obecnie order nadawany jest przez prezydenta Czech obywatelom i cudzoziemcom za znamienite zasługi dla Republiki Czeskiej.
Order Lwa Białego podzielony jest na dwie grupy (skupiny), cywilną i wojskową, i posiada pięć klas (tříd), przy czym łańcuch orderowy w I Klasie może być nadawany jedynie głowom państw.

## Historia orderu
Order Lwa Białego został ustanowiony 7 grudnia 1922 roku jako odznaczenie nadawane wyłącznie cudzoziemcom (I Republika Czechosłowacka odznaczeń swym obywatelom nie nadawała) za wybitne zasługi w dziedzinach kultury, przemysłu, handlu i wojskowości zdobyte przy współpracy innych państw z Republiką Czechosłowacką. Order nadawał prezydent republiki według rekomendacji swej kancelarii. Order podzielony był na dwie grupy, cywilną i wojskową, każda z nich posiadała pięć klas: Krzyż Wielki, Komandor z Gwiazdą, Komandor, Oficer i Kawaler oraz medale złoty i srebrny. Po zajęciu Czech i Moraw przez III Rzeszę i utworzeniu tzw. Protektoratu order był nadal od roku 1941 nadawany przez czechosłowacki Rząd na Wygnaniu pod prezydenturą Edwarda Benesza. Po roku 1945, po przejęciu władzy przez komunistów order zachowano, nadając mu w roku 1961 nowe statuty i zmieniając jego wygląd. W latach 1990–1992 order, po ponownej zmianie statutów i wyglądu, zachowano jako najwyższe odznaczenie CSRF. Po podziale Czechosłowacji w 1993 na dwa państwa, Order Lwa Białego przejęła Republika Czeska, ponownie zmieniając jego wygląd i statuty: od 1994 order posiada (według znanego schematu Legii Honorowej) pięć klas, przy zachowaniu obu dawnych grup (wojskowej i cywilnej) i nadawany być może obywatelom czeskim oraz cudzoziemcom.
Na podstawie artykułu 4. statutów, każdy Prezydent Republiki Czeskiej zostaje, na czas pełnienia tego urzędu, kawalerem Orderu I Klasy z Łańcuchem. Może go zachować po zakończeniu swojej kadencji, jedynie za zgodą obu izb Parlamentu Republiki Czeskiej.
Podczas II wojny światowej Order Lwa Białego (klasy wojskowej) nadawany był osobom szczególnie zasłużonym dla wyzwolenia Czechosłowacji spod okupacji hitlerowskiej. W maju 1945 roku, po kapitulacji Niemiec, przyznano order wielu oficerom wojsk aliantów, w tym Dwightowi Eisenhowerowi, pośmiertnie w 1995 gen. Pattonowi. Nie należy go mylić z drugim – Orderem Wojennym Lwa Białego, ustanowionym przez prezydenta Benesza w lutym roku 1945.
W 1999 roku Orderem Lwa Białego (I Klasy, bez Łańcucha) odznaczono, z racji byłego pełnienia urzędu Prezydenta RP, Lecha Wałęsę. Orderem I Klasy z Łańcuchem odznaczeni zostali polscy prezydenci: Aleksander Kwaśniewski w 2004, Lech Kaczyński w 2010 i Andrzej Duda w 2016 roku.

## Historia insygniów

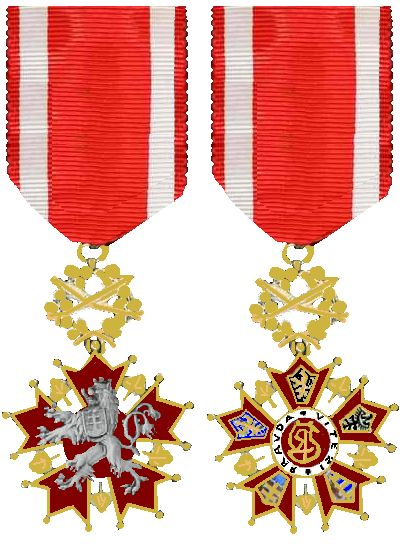
Order Lwa Białego (1922-1960)

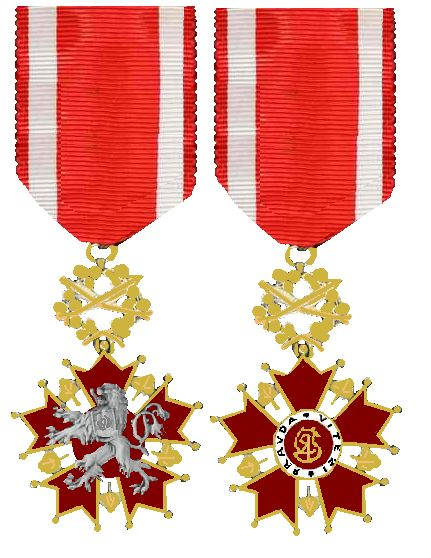
Order Lwa Białego (1961-1990)

### 1922-1960:I,II,IIIi(IV)Republika Czechosłowacka
Insygnia orderu różniły się od obecnych w następujących aspektach: koronowany lew czeski na awersie oznaki i na gwieździe I i II stopnia niósł na piersi tarczę herbu Słowacji (z trójwzgórzem i krzyżem lotaryńskim); na rewersie oznaki każdy jej promień nosił herb – trzech ziem czeskiej części państwa (Czechy, Morawy, Śląsk) i dwóch słowackiej (Słowacja oraz Ruś), medalion rewersu nosił inicjały „ČSR”. Monogramy łańcucha składały się z liter „ČSR” i medalionów z lwem.

### 1961-1990:Czechosłowacka Republika Socjalistyczna (CSRS)
Wygląd insygniów zmieniono stosunkowo niewiele: lwu odebrano koronę, a na jego piersi pojawił się herb Słowackiej Republiki Socjalistycznej (vatra na Krywaniu). Zamiast monogramu „ČSR” wprowadzono, tam gdzie on dawniej występował, „ČSSR”, usunięto herby ziem czeskich i słowackich z rewersu oznaki.

### 1990-1992:Czeska i Słowacka Republika Federalna (CSRF)
Przywrócono awers odznaki sprzed 1960. Herby ziem czeskich i słowackich nie powróciły na rewers oznaki – pojawił się na niej, w miejscu monogramu, czteropolowy herb Czechosłowacji (z czeskim lwem i słowackim krzyżem). Monogramy na łańcuchu zmieniono na „ČSFR”.

### od 1994:Republika Czeska
Insygnia orderu to oznaka, gwiazda I i II stopnia i łańcuch orderowy dla głów państw. Oznaka jest pięciopromienną, emaliowaną na ciemnoczerwony kolor gwiazdą, której promienie kończą się trójzębem, opatrzonym kulkami na szpicach. Między promieniami znajdują się ornamenty w kształcie złotych liści lipy, „narodowego drzewa” Czech. Na awersie na oznakę nałożony jest ukoronowany lew wspięty (symbol narodowy Czech). Na rewersie oznaka posiada okrągły medalion środkowy z czteropolowym „wielkim herbem” Republiki Czeskiej, otoczony białym obramowaniem z dewizą orderu „Pravda vítězí” („Prawda zwycięży”). Zawieszką oznaki jest wieniec ze złotych liści lipowych w kształcie rombu, który w środku posiada – dla grupy cywilnej – dwie skrzyżowane gałązki palmowe lub – dla grupy wojskowej – dwa skrzyżowane miecze. Obecny order posiada pięć klas, wszystkie I do V przedstawiają tę samą oznakę, ale o różnej wielkości. Order noszony jest na czerwonej wstędze z szerokimi białymi paskami po bokach.
Gwiazda I i II Klasy jest srebrna, ośmiopromienna, w środku nosi emaliowany na czerwono medalion ze srebrnym lwem czeskim, otoczonym srebrnym napisem Pravda vítězí z liśćmi lipy jako cezurami napisu.
Złoty łańcuch orderowy składa się z 20 członów: 10 medalionów z lwem czeskim i 10 kunsztownie splecionych monogramów „ČR”.

## Baretki
| Baretki Orderu Lwa Białego | Baretki Orderu Lwa Białego | Baretki Orderu Lwa Białego | Baretki Orderu Lwa Białego | Baretki Orderu Lwa Białego |
|                            | ČSR (1922 – 1961)          | CSRS (1961 – 1990)         | CSRF (1990 – 1992)         | Republika Czeska (od 1994) |
| -------------------------- | -------------------------- | -------------------------- | -------------------------- | -------------------------- |
| I Klasa (Krzyż Wielki)     |                            |                            |                            |                            |
| II Klasa (Wielki Oficer)   |                            |                            |                            |                            |
| III Klasa (Komandor)       |                            |                            |                            |                            |
| IV Klasa (Oficer)          |                            | nie ustanowiono            |                            |                            |
| V Klasa (Kawaler)          |                            | nie ustanowiono            |                            |                            |
| Medal Złoty                |                            | nie ustanowiono            | nie ustanowiono            | nie ustanowiono            |
| Medal Srebrny              |                            | nie ustanowiono            | nie ustanowiono            | nie ustanowiono            |